# Stan Honey

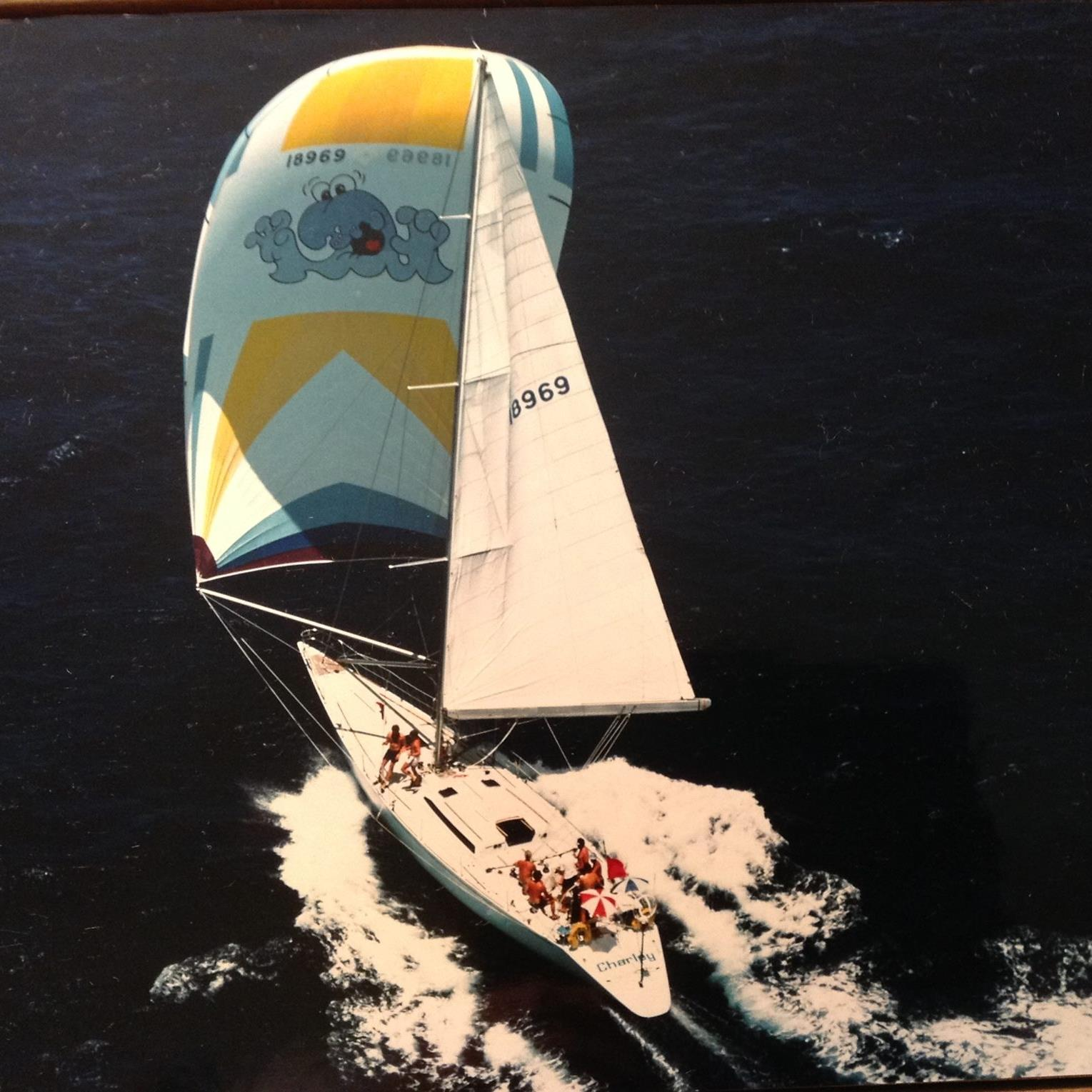
67 stopowy jacht Charley Nolana Bushnella (projekt Ron Holland, 1983)

Stan Honey (ur. 8 kwietnia 1955) – amerykański żeglarz, sportowy nawigator morski ze światowymi rekordami żeglarskimi oraz biznesmen, założyciel firm Etak i Sportvision.
Pełniąc rolę nawigatora, zwyciężył w 2005-06 Volvo Ocean Race na pokładzie jachtu ABN Amro I i jedenaście zwycięstw w Transpac – wyścigu na Oceanie Spokojnym. Był rekordzistą prędkości w żeglarstwie dookoła świata oraz po Atlantyku i Oceanie Spokojnym. Został uznany za żeglarza roku 2010 Rolex Yachtsman of the Year jako kluczowa postać w pobiciu rekordu okrążenia do 48 dni na pokładzie 103-stopowego francuskiego trimarana Groupama 3.
Jako biznesmen, twórca Etak, jest współtwórcą konsumenckiej nawigacji ekranowej, w tym samochodowych systemów nawigacyjnych używanych na całym świecie. Początkowe fundusze na rozpoczęcie działalności pochodziły od Nolana Bushnella, znanego z Atari i Chuck E. Cheese's Pizza Time Theatre.
„[Współzałożyciel Stan Honey] prowadził badania związane z wojskiem w SRI International w 1983 roku, kiedy popłynął z wynalazcą Pong i założycielem Atari Nolanem Bushnellem do zwycięstwa w wyścigu Transpac na pokładzie „Charley” 67-stopowego jachtu Bushnella. Bushnell był pod wrażeniem nawigacji elektronicznej Honeya i zapytał, czy ma jakieś inne pomysły. Honey zasugerował system nawigacji samochodowej. Bushnell dał mu 500 000 dolarów w postaci początkowej gotówki, a firma zajmująca się mapowaniem cyfrowym Etak (nazwa pochodzi od „Etak” – polinezyjskiego wyrazu określający nawigację).”
W SRI International uzyskał tytuł magistra elektrotechniki na Uniwersytet Stanforda.
Wraz ze swoją firmą Sportvision wynalazł technologię, która wyświetla linie na powierzchni boiska w czasie transmisji spotkań sportowych w celu wizualizacji położenia graczy czy piłki. Również „świecące” krążki hokejowe, oraz „karty gracza” prezentowane w czasie rzeczywistym w piłce nożnej.
Był głównym trenerem żeglarstwa i sędzią w filmie Disneya Morning Light.
Jako dyrektor ds. Technologii w trakcie 34. Regat o Pucharu Ameryki był odpowiedzialny za stworzenie systemu wizualizacji, pokazującym linie na wodzie, strefy przy kluczowych elementach trasy, dzięki czemu osoby nie znające się na żeglarstwie meczowym mogły zrozumieć zarówno zasady jaki taktykę używaną przez poszczególne zespoły. Za stworzenie systemu America's Cup LiveLine on wraz z zespołem zdobyli The George Wensel Technical Achievement Award.
W 2012 Honey został wprowadzony do National Sailing Hall of Fame.
Zonaty z Sally Lindsay Honey, wybraną dwukrotnie na amerykańskim żeglarkę roku.
W 2016 roku Honey była nawigatorem na pokładzie super łodzi Comanche podczas jej udanej próby pobicia transatlantyckiego rekordu prędkości jednokadłubowca. Jego bezprecedensowa strategia płynięcia jednym halsem przed burzą przez całą drogę została uznana za kluczową jej sukcesu i rekordowy czas przepłynięcia Atlantyku w 5 dni, 14 godzin.

## Wyniki
Tabele zawierają tylko wybrane regaty/ Honey startował jako załogant.

### Klasa 5O5
| Rok  | Kraj    | Miejsce     | Miejsce regat | Wynik | Regaty             | Punkty | Startujących | Sternik      |
| ---- | ------- | ----------- | ------------- | ----- | ------------------ | ------ | ------------ | ------------ |
| 1977 | Francja | La Rochelle |               | brąz  | Mistrzostwa Świata |        |              | Steve Taylor |